# Pwdump

pwdump est le nom générique d'une catégorie de programmes pour Microsoft Windows qui permettent d'extraire les hash des mots de passe de LM ainsi que de NTLM de tous les utilisateurs locaux à partir du Security Account Manager (SAM) et du cache des utilisateurs du domaine Active Directory sur le système. Il est largement utilisé pour réaliser la fameuse attaque "pass-the-hash" ou pour forcer directement les mots de passe des utilisateurs. Pour que ce type de programme puisse fonctionner, il faut s'être connecté sur un compte administrateur : ce qui ne garantit en aucun cas la sécurité des mots de passe. En effet il suffit d'une connexion offline à l'Active Directory pour récupérer ces données. La plupart de ces programmes sont open-source.
1. pwdump - programme original par Jeremy Allison (domaine public)
2. pwdump2 - par Todd Sabin de Bindview (GPL), utilisent des injections de DLL.
3. pwdump3 - par Phil Staubs (GPL), marche par le réseau.
  - pwdump3e -  par Phil Staubs (GPL), marche par le réseau en cryptant ses messages.
4. pwdump4 - par bingle (GPL), amélioration de pwdump3 et pwdump2
5. pwdump5 - par AntonYo! (freeware)
6. pwdump6 - par fizzgig (GPL), amélioration de pwdump3e
  - fgdump - par fizzgig, amélioration de pwdump6 avec des addons
7. pwdump7 - par Andres Tarasco (freeware), utilisent ses propres pilotes pour le système de gestion de fichiers.
8. pwdump8 - par Fulvio Zanetti et Andrea Petralia, supporte les hachages chiffrés AES128 (Windows 10 et plus).

- Openwall password tools - avec des copies de pwdump, pwdump2, pwdump3, pwdump3e, pwdump4, pwdump5, pwdump6, fgdump, pwdump7 and pwdump8